# Mausoleo de Santa Constanza

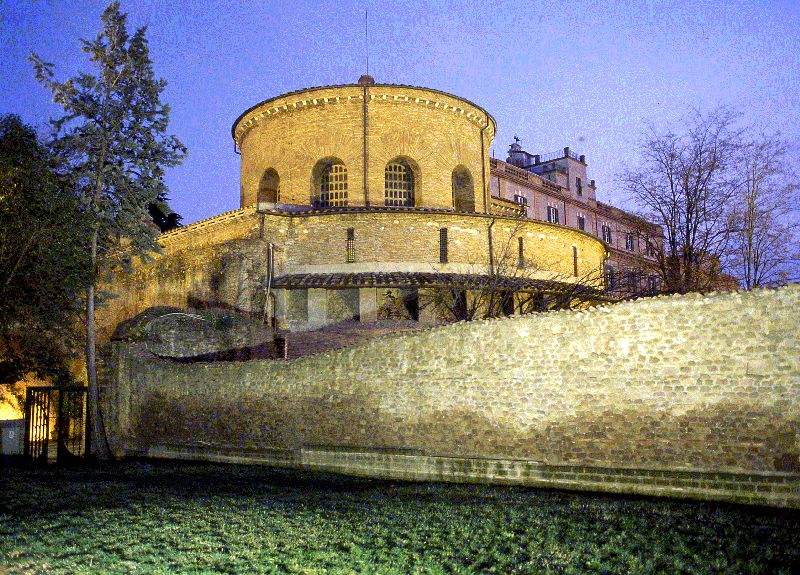
Vista exterior del mausoleo

El mausoleo de Constantina, conocido con el nombre de iglesia de Santa Costanza, es un antiguo mausoleo romano que se encuentra en la ciudad de Roma (Italia) y forma parte del inventario de edificaciones religiosas paleocristianas. Concretamente se trata de un martyrium, un templo dedicado a albergar los restos de un santo cristiano. Fue construido en el segundo cuarto del siglo IV para la hija del  emperador Constantino junto a la antigua basílica de Sant'Agnese fuori le Mura (basílica de Santa Inés) pues estas edificaciones siempre estaban unidas a alguna basílica de tipo ordinario.

## Arquitectura
Es un edificio de planta central, común en los mausoleos paleocristianos. Está constituido por círculos concéntricos; un peristilo que hoy en día no se conserva, un espacio central circular cubierto con una cúpula sobre tambor, sobre el cual se abren ventanas y no se aprecia la cúpula al exterior porque está cubierta por un tejado, y el núcleo central está rodeado por un deambulatorio anular con bóveda de cañón, el deambulatorio se dispone para hacer más fácil el acceso al sepulcro. En el muro del deambulatorio, se abren nichos de base rectangular o semicircular, es un muro muy grueso para soportar todo el peso. El cuerpo está sostenido por columnas dobles dispuestas de forma radial, Y tiene un nártex de acceso que termina en dos exedras semicirculares.

## Decoración
La decoración en el exterior es muy pobre y en el interior estaba cubierta de mosaicos, que le daban una gran luminosidad al mausoleo. Hoy en día solo se conservan los mosaicos de la bóveda de cañón y los de las exedras. Esta decoración se hacía así para diferenciar el exterior (el mundo terrenal) del interior (el mundo celestial). La disposición de las columnas y la luz hacen que sea un espacio dotado de cierto dinamismo. La bóveda de cañón del corredor anular conserva los mosaicos originales del siglo IV, polícromos, entre los que figuran los motivos típicos de vides y zarcillos.

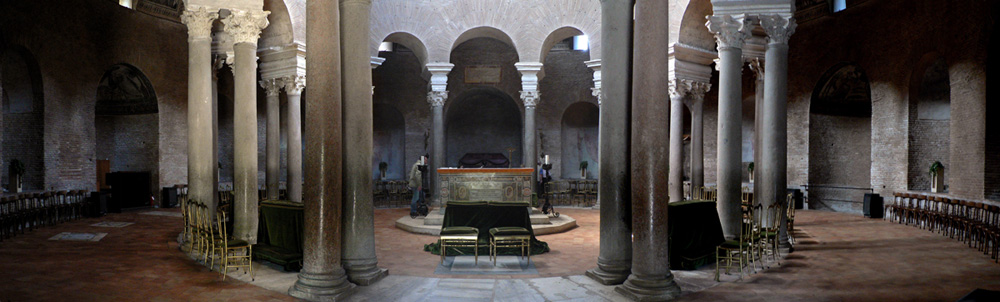
Vista del interior.